# 血統 (小說)
《血統》是倪匡筆下科幻小說衛斯理系列之一。故事記述曾在《屍變》中出現的鄭保雲，講述後來發生的一連串事情。當年吃下小冊子發瘋的鄭保雲，被送往精神病院，意外清醒後，被外星人綁架，他向衛斯理求救，卻把衛斯理出賣給紅人，又利用他對付三個來自天龍星座的外星人，結果卻皆大歡喜。

## 故事大綱

### 多年後的老友相逢
《屍變》故事中，當年吃下小冊子書頁發瘋的鄭保雲，被送往精神病院，意外清醒後，被外星人綁架，他向衛斯理求救，卻把衛斯理出賣給『紅人』，又利用他對付三個來自天龍星座的『天龍星人』。衛斯理的老友鄭保雲進了瘋人院，衛斯理到瘋人院看他，怎料鄭保雲突然失蹤，原來他根本沒瘋，而是吞吃小冊子的書頁，藉由書頁特殊的元素，在瘋人院完成身體上的進化，靜待多年，終於等到時機，以腦中思想和一個金屬片召喚天龍星人，準備出賣地球，讓天龍星人大舉入侵。

### 地球人的計謀
鄭保雲被一種叫紅人的外星人捉走，這是因為天龍星人拿走了維持紅人生命的裝置，後來衛斯理和紅人打了交道，並知道紅人是很善良的，他們綁走鄭保雲，只為了獲得他們維持生命的礦物，鄭保雲請衛斯理去對付來地球的天龍星人，天龍星人不知他已經覺醒，還打算以叛徒身分處置他，豈料鄭保雲也不是省油的燈。他讓衛斯理冒充他。

### 諜對諜
鄭保雲拿衛斯理來當擋箭牌。衛斯理雖然冒充鄭保雲，也身陷險境。同時這個計策害衛斯理妻子白素。意外被天龍星人擄走，為了解救白素，衛斯理搭上天龍星人能飛天下海的車子，進入天龍星人的海底基地，但身陷險境。爭鬥中衛斯理以外星死光槍殺了三個天龍星人(兩個被外星死光槍射中，一個自殺)，卻離開不了海底基地，衛斯理和白素正在一籌莫展時，終於鄭保雲現身救了他們。有了飛車，兩人順利逃離海底基地，將天龍星人棄屍在那兒，讓他們自生自滅。

### 尾聲
故事最後，鄭保雲恢復平靜，拿回他以前的財富，繼續在地球生活。

## 廣播劇
- 香港商業電台以粵語於1988年星期一至五，每日下午三時正首播《血統》廣播劇，合共10集。為商台衛斯理廣播劇系列第卅四個故事。
  - 監製：金貴
  - 改編：唐寧
  - 配音
    - 朱子聰 飾演 衛斯理
    - 錢佩卿 飾演 白素
    - 陳森 　飾演 老蔡
    - 楊廣培 飾演 鄭保雲
    - 陳永信 飾演 費勒醫生
    - 陳森 　飾演 陳三
    - 陳永信 飾演 紅人
    - 陳森 　飾演 天龍星人
    - 陳永信 飾演 天龍星人
    - 金貴 　飾演 天龍星人
    - 甄錦華 飾演 僕人
    - 朱雪梅 飾演 女傭
    - 吳忠泰 飾演 醫生

- 大陸廣州電台於2004年起以粵語首播衛斯理廣播劇，由主播講出《血統》故事。
  - 主播:何志健
  - 合共16集

## 詮釋
1. ↑  《血統》（明窗出版社，1997年）

| 前任者： 060 密碼 | 衛斯理系列（按編號） 061                               | 繼任者： 062 謎蹤 |
| 前任者： 密碼     | 衛斯理系列（按連載時序） 1986年11月25日至1987年3月16日 | 繼任者： 謎蹤     |